# Cabanagem

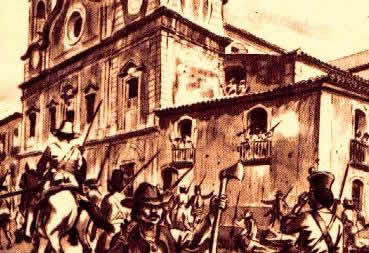

Cabanagem est une révolte sociale qui a lieu de 1835 à 1840 dans l'ancienne province du Grand Pará (pt) (en portugais : Província do Grão-Pará), une région du Brésil s'étendant sur une grande partie du bassin amazonien et dont le chef-lieu est Belém.
La révolte est motivée par l'extrême pauvreté, la faim et les maladies qui affectent la population paraense locale, outre l'isolement politique, la forte influence portugaise dans la région avec l'indépendance du Brésil en 1822, puisque le Paré n'adhère à l'indépendance qu'en 1823, (Belém, qui entretenait des liens étroits avec la couronne portugaise, ne reconnaît l'indépendance du Brésil que le 15 août 1823).
Les indigènes, métis, esclaves affranchis et pauvres analphabètes qui vivaient entassés dans des cabanagem, huttes d'argile au bord des rivières (qui a donné le nom de la révolte), utilisés comme main-d'œuvre en demi-esclavage dans la province, sont rejoints dans leur révolte par des membres de la classe moyenne cherchant à accroître l'importance de leur territoire dans le gouvernement central brésilien et faire face à la question de la pauvreté dans la région : les gros agriculteurs du Grão-Pará, tout en vivant beaucoup mieux, sont indignés par le manque de participation à la prise de décisions du gouvernement central, qui est dominé par les autres provinces du Nord et celles de l'Est. Mais il y avait déjà une mobilisation dans la province du Grand-Paré pour expulser les réactionnaires et les groupes soutenus par l'élite qui voulaient garder la région comme colonie portugaise, croyant que la région du Grand-Paré recevrait des "bénéfices".
On estime que 30 à 40 % de la population de Grão-Pará, soit approximativement 100 000 personnes, est tuée. En 1833, la province a 119 877 habitants, soit 32 751 Amérindiens, 29 977 anciens esclaves noirs et 42 000 métis. La minorité blanche est estimée à 15 000 personnes dont plus de la moitié d'entre eux Portugais. La révolte a une solide base raciale. Amérindiens, Noirs et métis, qui vivent dans une extrême pauvreté, luttent contre la minorité blanche qui domine l'économie et l'agriculture, non seulement dans la région du Grão-Pará, mais aussi dans le reste du Brésil.